# Ancohuma
L'Ancohuma (en aimara: janq'o uma, ‘aigua blanca’) és la tercera muntanya més alta de Bolívia després del Nevado Sajama i l'Illimani. Es troba a la part nord de la Cordillera Real, una secció dels Andes, a l'est del llac Titicaca. És al sud de l'Illampu, una mica més baix, i prop de la ciutat de Sorata.El seu cim s'eleva fins a una altura d'uns 6.425 metres i té una prominència de 1.957 metres.
El cim va ser pujat per primera vegada l'any 1919 per Rudolf Dienst i Adolf Schulze.